# Máloye Pseushko
Máloye Psheushko (del ruso: Малое Псеушко) es un aul del raión de Tuapsé del krai de Krasnodar, en el sur de Rusia. Está situado en las estribaciones meridionales del extremo oeste del Cáucaso Occidental, a orillas del río Máloye Psheushko, tributario del río Pshenajo, afluente del río Tuapsé, 17 km al este de Tuapsé y 110 km al sur de Krasnodar, la capital del krai.  Tenía 253 habitantes en 2010.
Pertenece al municipio Gueórguiyevskoye.